# Красное (деревня, Орехово-Зуевский район)
Кра́сное — деревня в Орехово-Зуевском муниципальном районе Московской области. Входит в состав сельского поселения Дороховское. Население — 47 чел. (2010).

## Название
В названии деревни определение красное обозначает красивое.

## Расположение
Деревня Красное расположена в юго-восточной части Орехово-Зуевского района, примерно в 31 км к юго-востоку от города Орехово-Зуево. Высота над уровнем моря 137 м.

## История

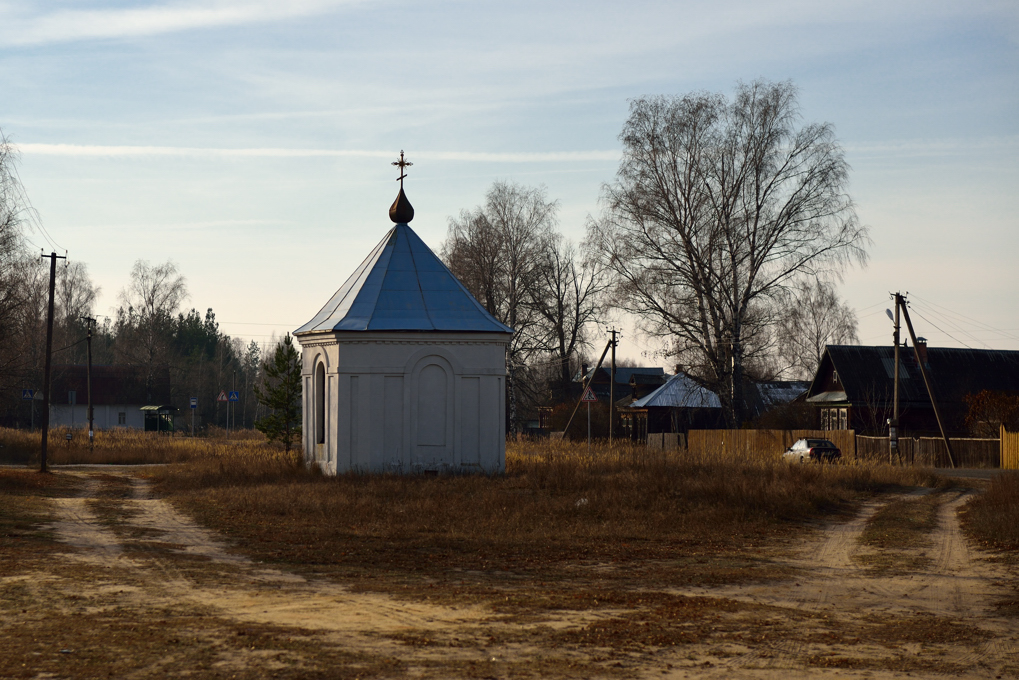
Часовня в память о гибели Александра II

На момент отмены крепостного права деревня принадлежала помещику Кознову. После 1861 года деревня вошла в состав Старовской волости Егорьевского уезда. Приход находился в селе Красное.
В 1926 году деревня входила в Красновский сельсовет Красновской волости Егорьевского уезда.
До 2006 года Красное входило в состав Дороховского сельского округа Орехово-Зуевского района.

## Население
В 1885 году в деревне проживало 198 человек, в 1905 году — 278 человек (132 мужчины, 146 женщин), в 1926 году — 348 человек (144 мужчины, 204 женщины). По переписи 2002 года — 42 человека (14 мужчин, 28 женщин).
| 1859 | 1868 | 1885 | 1905 | 1926 | 2002 | 2006 |
| ---- | ---- | ---- | ---- | ---- | ---- | ---- |
| 138  | ↗188 | ↗198 | ↗278 | ↗348 | ↘42  | ↗45  |
| 2010 |      |      |      |      |      |      |
| ↗47  |      |      |      |      |      |      |